# Яковенко, Венедикт Фотиевич
Венеди́кт Фоти́евич Якове́нко (рус. дореф. Венедиктъ Фотіевичъ Яковенко, укр. Венедикт Яковенко; род. 1882, Каменец-Подольский, Подольская губерния, Российская империя) — украинский национальный деятель в Забайкалье. Первый глава Украинской Дальневосточной Краевой Рады.
По национальности — украинец. Родился в городе Каменец-Подольский в 1882 году
До революции проживал в Забайкальском крае Российской империи в городе Верхнеудинск (Улан-Удэ).
В ноябре 1918 года. был участником и председателем I сессии Украинской Дальневосточной Краевой Рады.
В мае 1919 года вновь был членом и председателем II сессии Украинской Дальневосточной Краевой Рады, на которой была принята Конституция национально-культурной автономии украинства Дальнего Востока.
Дальнейшая судьба неизвестна.